# کلودیا بلدربوس
کلودیا بلدربوس (انگلیسی: Claudia Belderbos؛ زادهٔ ۲۳ january ۱۹۸۵ (۴۰ سال)) ورزشکار روئینگ اهل پادشاهی هلند است.
وی در مسابقات کشوری و بین‌المللی در مجموع برندهٔ ۲ مدال نقره، ۲ مدال برنز شده‌است.